# 毛赫河
48°52′31.02″N 10°33′23.20″E / 48.8752833°N 10.5564444°E
毛赫河（德語：Mauch），是德國的河流，位於該國東南部，由巴伐利亞負責管轄，屬於埃格河的左支流，河道全長20.8公里，流域面積62.9平方公里，發源自弗雷姆丁根西北部3公里。